# Sonia Cotelle
Pour les articles homonymes, voir Cotelle.
Sonia Cotelle, née Słobodkin, est une physicienne et chimiste polonaise diplômée de la Sorbonne, née le 19 juin 1896 à Varsovie et morte le 18 janvier 1945 à Paris 5e, à 48 ans des suites d'un empoisonnement au polonium.

## Formation
Elle possède des diplômes en chimie générale, biologique et appliquée à la Sorbonne.

## Carrière
Elle commence son travail de recherche en 1919 à l'Institut du radium à Paris, sous la direction de Marie Curie.
Dans la période 1924-1926, Sonia Cotelle est la responsable du service de mesure au sein de l'institut. Après cette mission, elle occupe entre 1926 et 1927 une position de chimiste à la faculté des sciences. Ses travaux de recherche portent sur le polonium, et  également avec Marie Curie sur l’actinium. Dans le cadre de ses collaborations avec Marie Curie, elle a également ré-déterminé la demi-vie de l’ionium (Io), ancienne désignation du thorium-230 (Th).
Après 1927, Sonia Cotelle retourne en Tchécoslovaquie en tant que radiochimiste expérimentée afin de mettre au point des niveaux standards d'exposition au radium. Pour la préparation des échantillons fins des substances radioactives à tester, elle utilisait l’électrophorèse. Cette méthode a permis la détermination du numéro atomique du polonium par spectroscopie des rayons X.
Début de 1936, elle retourne travailler à l’Institut du radium dans l’équipe de Marie Curie, qui accueillait une quarantaine de chercheurs de quinze nationalités différentes, tous attirés par son prestige. En 1938, elle travaille sous la direction de Jean Perrin en collaboration avec Yvette Cauchois et Horia Hulubei.  Sonia Cotelle est aussi l'assistante d'André Debierne et d'Irène Joliot-Curie.
Sonia Cotelle et Marguerite Perey se disputaient souvent la gloire d’avoir été la préférée de la prodigieuse scientifique.
Elle décède en 1945 des suites de maladies attribuées à une ingestion accidentelle d'une solution polonium par pipetage d'une solution survenue en 1927. Sonia Cotelle devient ainsi une des premières victimes connues d'empoisonnement au polonium.